# Ленино (Амурская область)
Ле́нино — село в Завитинском районе Амурской области, Россия. Входит в Антоновский сельсовет.
Названо в честь вождя мирового пролетариата Владимира Ильича Ленина (1870—1924).

## География
Село Ленино стоит в верховьях реки Райчиха, ниже села Антоновка.
Дорога к селу Ленино идёт на юг от районного центра города Завитинск через Преображеновку, Куприяновку и Антоновку, расстояние — 48 км.
Село Ленино находится в 8 километрах к западу от города Райчихинск.

## Население
| 2002 | 2010 | 2012 | 2013 | 2014 | 2015 | 2016 |
| ---- | ---- | ---- | ---- | ---- | ---- | ---- |
| 114  | ↘57  | ↘50  | ↘48  | →48  | ↘41  | ↘40  |
| 2017 | 2018 |      |      |      |      |      |
| →40  | ↘38  |      |      |      |      |      |

## Инфраструктура
- Сельскохозяйственные предприятия Завитинского района.